# Dwi
Die Vorsilbe Dwi (von sanskr. dwi „zwei“) wurde zur Bezeichnung noch nicht entdeckter chemischer Elemente im Periodensystem verwendet. 
Ein Element bekam dann den Namen eines bereits bekannten Elements zusammen mit der Vorsilbe Dwi, wenn es zwei Perioden unterhalb dessen stand und das dazwischenliegende Element (mit der Vorsilbe Eka) ebenfalls noch nicht benannt war. So hieß beispielsweise Rhenium bis zu seiner Entdeckung Dwi-Mangan.
Heute werden anstelle der Vorsilben Eka und Dwi systematische Elementnamen nach der Kernladungszahl für noch nicht benannte Elemente verwendet.